# Mary Apick
Mary Apick ; (en persan : مری آپیک;), née à Téhéran (Iran) en 1954, est une actrice iranienne.
Elle a remporté le prix de la meilleure actrice au 10e Festival international du film de Moscou pour son rôle dans le film Dead End (1977).

## Biographie
Mary Apick naît dans une famille d'artistes arméniens de Téhéran. Sa mère, Intep Yousefian, lui insuffle de l'intérêt pour le monde du spectacle. À l'âge de neuf ans, Mary Apick monte sur une scène pour la première fois.
Elle incarne avec succès l'adolescente typique dans des séries télévisées telles que Amir Arsalan ou Manijeh. Plus tard, elle joue au Petit Théâtre de Téhéran, où elle se produit dans plusieurs revues.
Elle obtient une renommée internationale au Festival international du film de Moscou en 1977, où elle est la première Orientale à avoir remporté le prix de la meilleure actrice, pour son rôle dans le drame Bon Bast (Dead End), écrit et produit par Parviz Sayyad.
La Révolution islamique iranienne la contraint à quitter l'Iran pour les États-Unis.
Mary Apick joue aux côtés de Burt Lancaster et de Richard Crenna dans un épisode de la mini-série On Wings of Eagles (Comme un vol d'aigle).
Elle vit à Los Angeles et est mariée avec le producteur Bob Yari avec qui elle a deux fils.
Mary Apick se consacre en particulier à la lutte pour les droits des enfants et des femmes, avec un accent particulier sur l'Iran.

## Filmographie partielle

### Au cinéma
- 1971 : Dash Akol : Marjan
- 1974 : Asrar ganj dareheye jenni (The Ghost Valley's Treasure Mysteries (en)) : la villageoise
- 1974 : Mozafar (en)
- 1977 : Dead End (Bon Bast)
- 1983 : Ferestadeh (The Mission) : Maliheh
- 1983 : L'Étoffe des héros (The Right Stuff) : la reporter
- 1987 : Checkpoint : Firouzeh
- 2012 : I Am Neda : Hajar Rostami (court métrage)
- 2015 : Straw Dolls : Lucine (court métrage)
- 2016 : Monday Nights at Seven (cy) : Beverly
- 2017 : 12 Angry Men and Women (Cries of the Unborn) : le juré n° 11
- 2017 : Price for Freedom : Sarah Daniels
- 2018 : Roxana : Roxana (voix)
- 2019 : Samir : Zahra
- 2020 : Horse Girl de Jeff Baena : Tarot Card Reader